# Cyanogryllacris
Cyanogryllacris is een geslacht van rechtvleugeligen uit de familie Gryllacrididae. De wetenschappelijke naam van dit geslacht is voor het eerst geldig gepubliceerd in 1937 door Karny.

## Soorten
Het geslacht Cyanogryllacris  is monotypisch en omvat slechts de volgende soort:
- Cyanogryllacris grassii (Griffini, 1912)